# Pauline Moran
Pauline Moran (Blackpool, Lancashire, 1947, Engeland) is een Engelse actrice die het bekendst is door haar rol als Miss Lemon, de secretaresse van Hercule Poirot, in de gelijknamige Engelse televisieserie Agatha Christie's Poirot.
Moran leerde acteren bij het National Youth Theatre en de Royal Academy of Dramatic Art. Sedert 1987 is zij ook een professioneel astrologe. 
Ofschoon opgeleid als toneelactrice speelde zij ook in films zoals Three Weeks (1977), The Five Minute Films (1982) en The Woman in Black (1989) en in de televisieseries The Cleopatras en The Good Soldier.

## The She Trinity
The She Trinity was een Canadees/Britse popgroep uit de jaren zestig die geheel uit vrouwen bestond ieder met hun eigen instrument, wat voor die tijd iets bijzonders was. Toen de Canadese Robyn Yorke, Shelley Gillespie and Sue Kirby in 1965 naar Engeland kwamen sloot Moran zich met haar basgitaar bij hen aan. De band had daarna verschillende samenstellingen maar Moran bleef er altijd deel van uitmaken totdat de band eind 1970 ophield te bestaan. Vanaf dat moment ging Moran zich op acteren toeleggen, zowel op toneel als voor film en televisie.

## Agatha Christie's Poirot
Vanaf 1989 speelt Moran de rol van Miss Felicity Lemon, de efficiënte secretaresse van detective Hercule Poirot, in Agatha Christie's Poirot. Op een typefout en een verkeerd opgeborgen elektriciteitsrekening na maakt Miss Lemon geen fouten en toch is ze altijd op zoek naar het meest perfecte kaartsysteem. Hoewel Poirot een goede werkgever is heeft hij niet altijd de behoeften van Miss Lemon in de gaten en moet ze soms heel lang wachten op iets wat ze in haar werk nodig heeft. 
In 2001 is Moran voor het laatst te zien als Miss Lemon in de aflevering Evil under the Sun om daarna nog één keer terug te keren in 2013 in The Big Four.

## Filmografie

### Films
- A Little Chaos (2014)
- The Good Soldier (1981)

### Televisie
- Byron (2003) - Mrs Curtain
- Agatha Christie's Poirot - Miss Lemon (31 afl., 1989-2001)
- Bugs - Juliet Brody (1 afl., 1995)
- The Woman in Black (1989) - vrouw in zwart
- The Storyteller - Queen (1 afl., 1988)
- The Prisoner of Zenda (1984) - Antoinette de Mauban
- The Cleopatras - Cleopatra Berenike (2 afl., 1983)
- The Trespasser (1981) - Helena
- The Good Soldier (1981) - Maisie
- ITV Playhouse - Lesley Hutchison (1 afl., 1981)
- Crown Court - Carole Gibbs (1 afl., 1979)
- Supernatural - Mary (1 afl., 1977)
- Nicholas Nickleby - Miss Petowker (2 afl., 1977)
- Romance - zigeunerin (1 afl., 1977)
- The Five Minute Films (1975) - lerares